# Vladimir Semakov
Vladimir Sergueïevitch Semakov (en russe : Владимир Сергеевич Семаков), né le 11 mai 1985 à Ijevsk, est un biathlète russe devenu ukrainien en 2014 et de nouveau russe en 2018.

## Carrière
Vladimir Semakov commence sa carrière internationale en 2004 avec la Russie, avec qui il gagne une médaille d'argent en relais aux Championnats d'Europe 2010. Il obtient sa première sélection en Coupe du monde en 2010 à Östersund. Il revient à ce niveau lors de la saison 2014-2015 avec l'équipe ukrainienne, puis marque ses premiers points lors de la suivante. Il reçoit sa première sélection pour des Championnats du monde en 2017 à Hochfilzen, terminant notamment sixième du relais.
Aux Jeux olympiques d'hiver de 2018, il est 78e du sprint, 31e de l'individuel et 9e du relais. Il venait d'obtenir son meilleur résultat individuel en Coupe du monde avec une douzième place à Antholz.
Il fait son retour dans l'équipe russe l'hiver suivant. Il n'a pas encore été sélectionné en équipe nationale depuis cette saison.

## Palmarès

### Jeux olympiques d'hiver
| Épreuve / Édition                | Individuel | Sprint | Poursuite | Départ en masse | Relais | Relais mixte |
| Jeux olympiques 2018 Pyeongchang | 31e        | 78e    | -         | -               | 9e     | -            |

Légende :
- - : Non disputée par Semakov

### Championnats du monde
| Épreuve / Édition        | Individuel | Sprint | Poursuite | Départ en masse | Relais | Relais mixte |
| Mondiaux 2017 Hochfilzen | —          | 73e    | —         | —               | 6e     | —            |

Légende :

— : Vladimir Semakov n'a pas participé à cette épreuve

### Coupe du monde
- Meilleur classement général : 52e en 2017.
- Meilleur résultat individuel : 12e.

#### Classements annuels
| Année     | Classement général final |
| 2015-2016 | 72e                      |
| 2016-2017 | 52e                      |
| 2017-2018 | 69e                      |

### Championnats d'Europe
- Langdorf 2006 (junior) : 
  - Triple médaillé d'or (sprint, poursuite et relais).
- Otepää 2010 : 
  -  Médaille d'argent en relais (moins de 26 ans).

### IBU Cup
- 1 podium.